# سمانه چهکندی
سمانه چهکندی (انگلیسی: Samaneh Chahkandi؛ زادهٔ ۸ فروردین ۱۳۶۸ در مشهد) بازیکن فوتبال اهل ایران است که در تیم ملی فوتبال زنان ایران و باشگاه فوتبال زنان خاتون بم بازی می کند.